# La settimana della Sfinge
La settimana della Sfinge è un film del 1990 diretto da Daniele Luchetti.
Margherita Buy, protagonista di questo film, ha guadagnato una nomination come migliore attrice protagonista ai David di Donatello nel 1991; ha vinto inoltre il premio Concha de Plata alla migliore attrice al Festival Internazionale del Cinema di San Sebastián nel 1990.

## Trama
Gloria è una giovane cameriera che lavora in una trattoria, nutre la passione per l'enigmistica e sogna a occhi aperti; la ragazza si diletta, causando le ire del suo principale, nel porre diversi indovinelli ai clienti, senza che però nessuno riesca a risolverli. Un giorno arriva a pranzo Eolo, un antennista con la fama di sciupafemmine, e riesce a conquistare il cuore di Gloria; ma Eolo, allergico ai rapporti duraturi, molla la ragazza dopo una sola notte insieme, senza neppure salutarla.
Gloria, sedotta e abbandonata, lascia il lavoro e si mette alla ricerca del suo amato. Gira tutta l'Italia, attraversando mari e monti, spiagge e conventi, facendo la conoscenza di ogni genere di umanità. Dopo un lungo inseguimento, la ragazza riesce finalmente a trovare Eolo, il quale, colpito dalla sua determinazione, se ne innamora a sua volta. Ma ormai è troppo tardi: Gloria, raggiunto il suo scopo, fugge via, tornando a fare la cameriera e a sognare una nuova avventura.

## Colonna sonora
In diverse scene Gloria ascolta la canzone di Fiorella Mannoia Quello che le donne non dicono.

## Distribuzione

### Data di uscita
Il film è uscito nelle sale italiane il 12 ottobre 1990.

### Titoli con cui è stato distribuito
- A Szfinx utolsó rejtélye, Ungheria
- La semaine du Sphinx, Francia
- La semana de la esfinge, Argentina

## Critica
- La costruzione del racconto delude perché gli episodi (...) girano spesso a vuoto. (..) Margherita Buy farà di certo molta strada. Gian Luigi Rondi per Il Tempo.[2]
- Nel suo irrealismo favolistico, è un film d'evasione che perde più di un colpo nella seconda parte. Commento del dizionario Morandini che assegna al film due stelle su cinque di giudizio.[3][4]
- C'è un'atmosfera tra il cinema di Moretti e Fellini, ma nell'insieme il confronto non può reggere. Commento del dizionario Farinotti che assegna al film due stelle su cinque di giudizio [5]